# Dorian Çollaku
Dorian Çollaku (Tirana, 2 juli 1977) is een Albanees atleet. Hij is actief in het kogelslingeren en het discuswerpen.

## Loopbaan
Tot op heden slaagde Çollaku er niet in om een noemenswaardig resultaat neer te zetten. Hij nam wel deel aan de Olympische Spelen van 2004 in Athene. In de tweede kwalificatiepoule van het kogelslingeren kwam hij echter niet verder dan een zeventiende en laatste plaats met een worp van 70,06 m.
Ook bij de Olympische Spelen van 2008 in Peking bleef Çollaku in de kwalificatiefase steken. Bij de Europese kampioenschappen en wereldkampioenschappen waaraan hij deelnam, kwam hij eveneens niet verder dan de voorrondes.

## Persoonlijke records
| Onderdeel      | Prestatie           | Datum         | Plaats      |
| -------------- | ------------------- | ------------- | ----------- |
| discuswerpen   | 42,38 m             | 17 april 2004 | Szombathely |
| kogelslingeren | 76,96 m (nat. rec.) | 22 juli 2008  | Espoo       |

## Prestatieontwikkeling
| Jaar | Prestatie |
| ---- | --------- |
| 1999 | 71,88     |
| 2000 | 70,50     |
| 2001 | 70,41     |
| 2002 | 67,47     |
| 2003 | 71,33     |
| 2004 | 74,41     |
| 2005 | 75,78     |
| 2006 | 75,45     |
| 2007 | 75,20     |
| 2008 | 76,96     |
| 2009 | 70,46     |

## Palmares
- 1998: 34e EK - 64,88 m
- 2002: 30e EK - 67,47 m
- 2004: 32e OS - 70,06 m
- 2005: 11e European Cup Winter Throwing - 72,17 m
- 2005: 30e WK - 58,83 m
- 2007: 27e WK - 68,30 m
- 2008: 28e OS - 70,98 m